# ممتاز الدين شودري
أ. ن. م ممتاز الدين شودري (بالإنجليزية: A. N. M. Momtaz Uddin Chowdhury)‏ (مواليد 1923) كاتب وأكاديمي من بنغلاديش. كان أول نائب رئيس (1981-1988)  للجامعة الإسلامية، بنغلاديش كما شغل منصب مدير مشروع إنشاء الجامعة الإسلامية ، بنغلاديش . كما لعب دورًا مهمًا في إنشاء الجامعة الإسلامية.  كما شغل منصب المدير العام لمديرية التعليم الثانوي والعالي عام 1963.

## كتبه
- خطة لتعليم الكبار لشرق باكستان[12]